# Подагрический лямбис
Подагрический лямбис, или лямбис хирагра (лат. Harpago chiragra) — вид морских брюхоногих моллюсков из семейства Strombidae. Раковина крупная и массивная, достигающая длины 8,5—33 см. Характеризуется наличием крючкообразных пальцевидных выростов, загнутых к вершине последнего оборота раковины. Населяет мелководные участки тропических районов Индийского и Тихого океана. Питается растительной пищей.

## Этимология названия
Видовое название chiragra восходит к греч. «cheiragra» — «хирагра» — устаревшее название подагры суставов кисти — метаболического заболевания, которое характеризуется отложением в различных тканях организма (преимущественно в суставах) кристаллов солей мочевой кислоты в форме моноурата натрия. Шведский натуралист Карл Линней, впервые описавший данный таксон и давший ему подобный видовой эпитет, отметил сходство формы раковины моллюска со скрюченной кистью человеческой руки, характерной для данной формы заболевания. Ведь клинически подагра проявляется в том числе образованием подагрических узлов — тофусов, преимущественно вокруг суставов, что может приводить к их деформациям. Исторически сложилось так, что начиная с античности подагрой страдали преимущественно богатые и знатные люди, в связи с чем она также носила в разное время название «болезнь королей», «болезнь богачей» и «болезнь аристократов».

## Описание

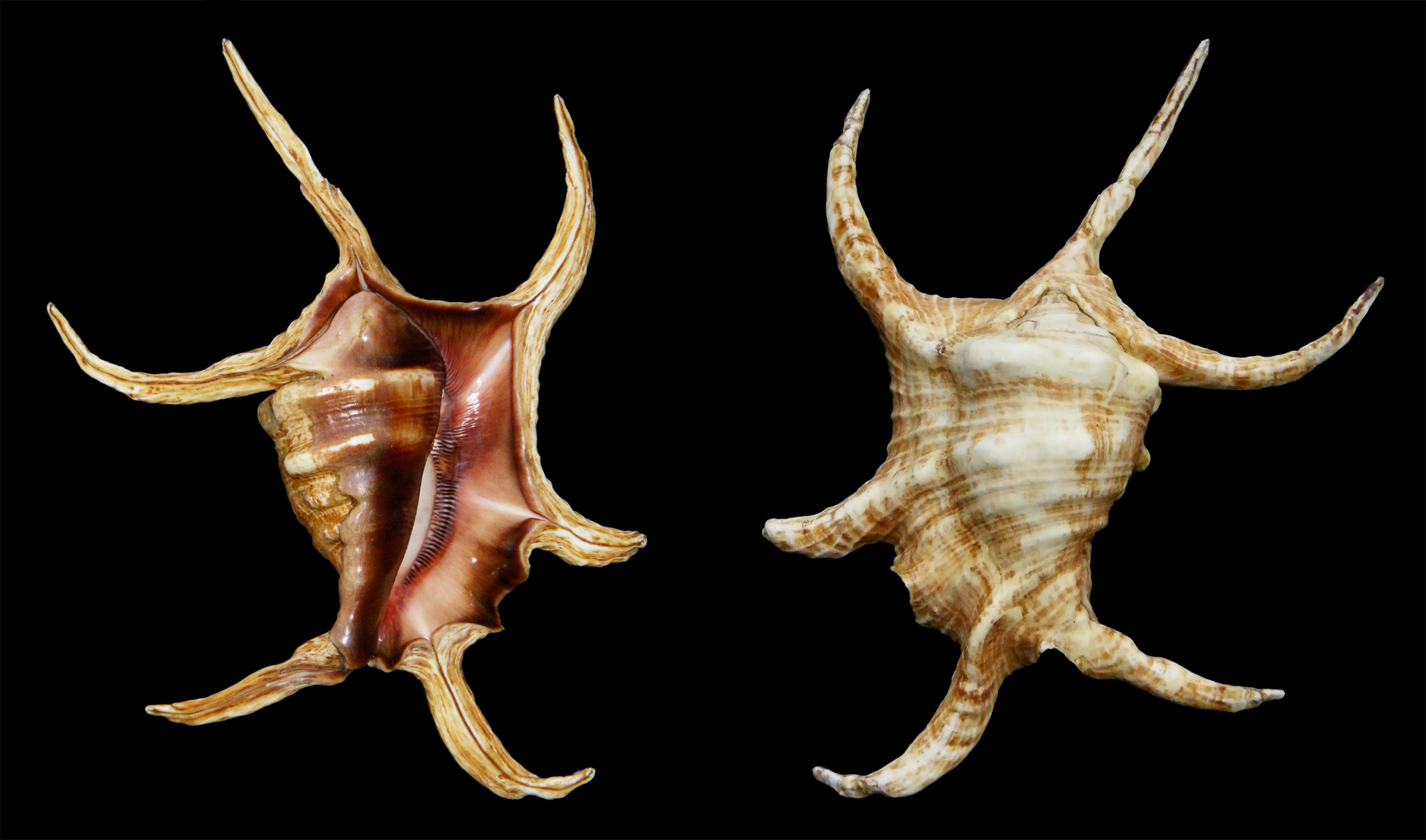
Раковина самки подагрического лямбиса

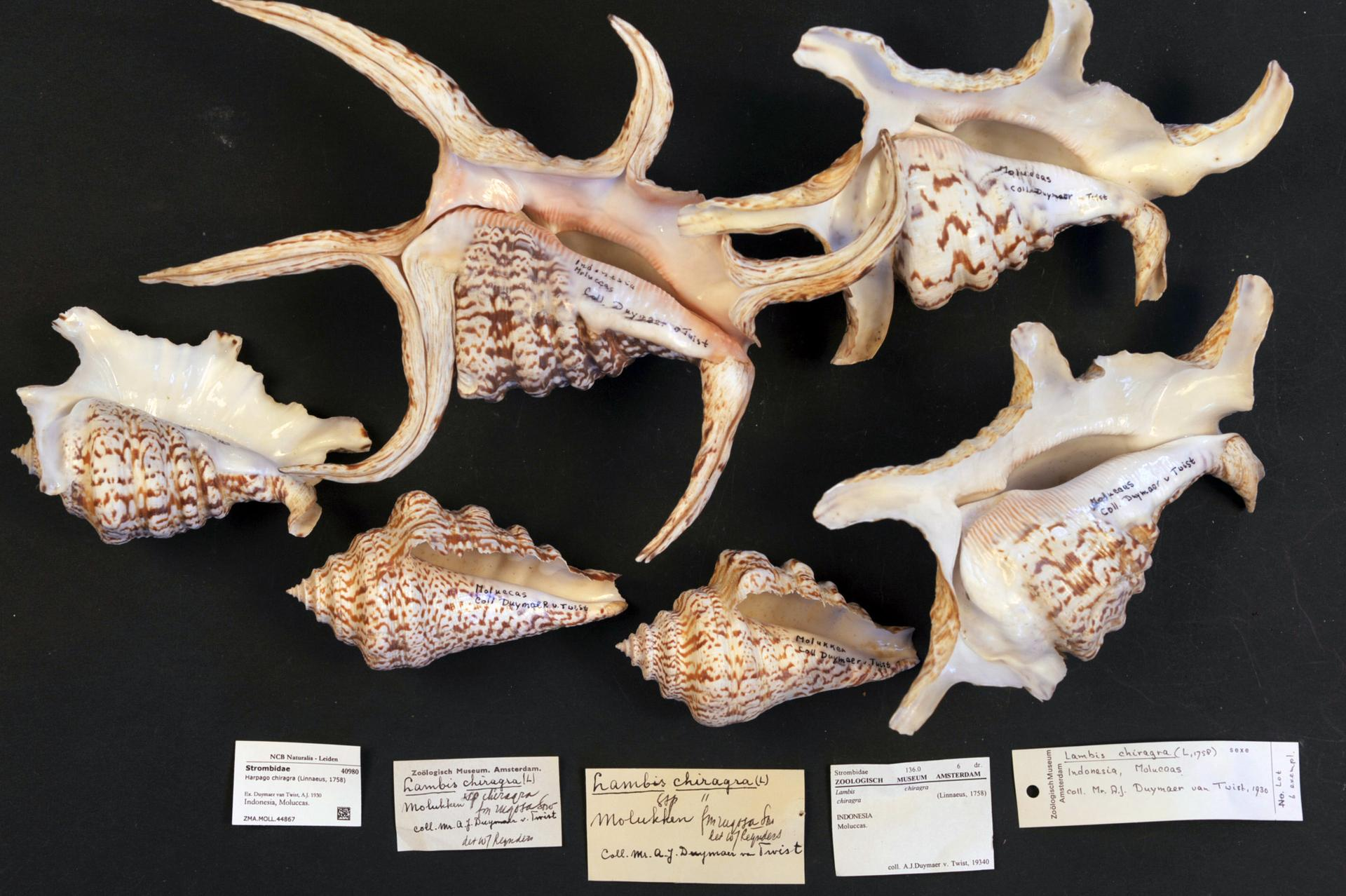
Раковины подагрического лямбиса различного возраста. Ювенильные раковины лишены характерных длинных выростов. По мере роста раковины увеличивается и длина выростов

Раковина моллюска массивная, крепкая, толстостенная и крупная, длиной 85 — 330 мм. Большинство раковин длиной около 170 мм.
Выражен половой диморфизм — раковины самок подагрического лямбиса крупнее чем у самцов.
Форма раковины овальная, с невысоким завитком, которой иногда может быть практически не выраженным. Осевая скульптура раковины состоит из линий роста. Последний оборот раковины несколько расширен своей в верхней части. Спиральная скульптура образована широким узловатым килем, проходящим по линии плеча, а также 4 широкими рёбрами на периферии последнего оборота. Между ними находятся группы более узких ребрышек. Радиальная скульптура раковины представлена только линиями роста.
Устье раковины подагрического лямбиса продолговатое с сильно отогнутым крючкообразным сифональным выростом. Окраска устья изнутри бежевая. Внутренняя губа раковины утолщенная, отвернута наружу. Наружная губа раковины подагрического лямбиса сильно утолщена, широко отвернута наружу, большая, оканчивается шестью крючкообразными пальцевидными выростами. Последние загнутые к вершине последнего оборота раковины. В нижней части имеет сглаженную выемку. Каналы выростов могут быть открытым или полностью заросшими. Между выростами в нижней части губы имеется небольшая вырезка неправильной формы. Ювенильные раковины лишены этих длинных выростов. По мере роста раковины - увеличивается и длина выростов.
Общий фон окраски раковины подагрического лямбиса варьирует от бежевого до белого и несёт на себе коричневые пятна. Зубцы белые. Наружная губа розового цвета, ближе к устью коричневая с белыми полосами. Внутренняя поверхность наружной губы окрашена в лилово-чёрный цвет с расходящимися рельефными тонкими белыми линиями и красновато-коричневой каймой на внутреннем крае.

## Ареал

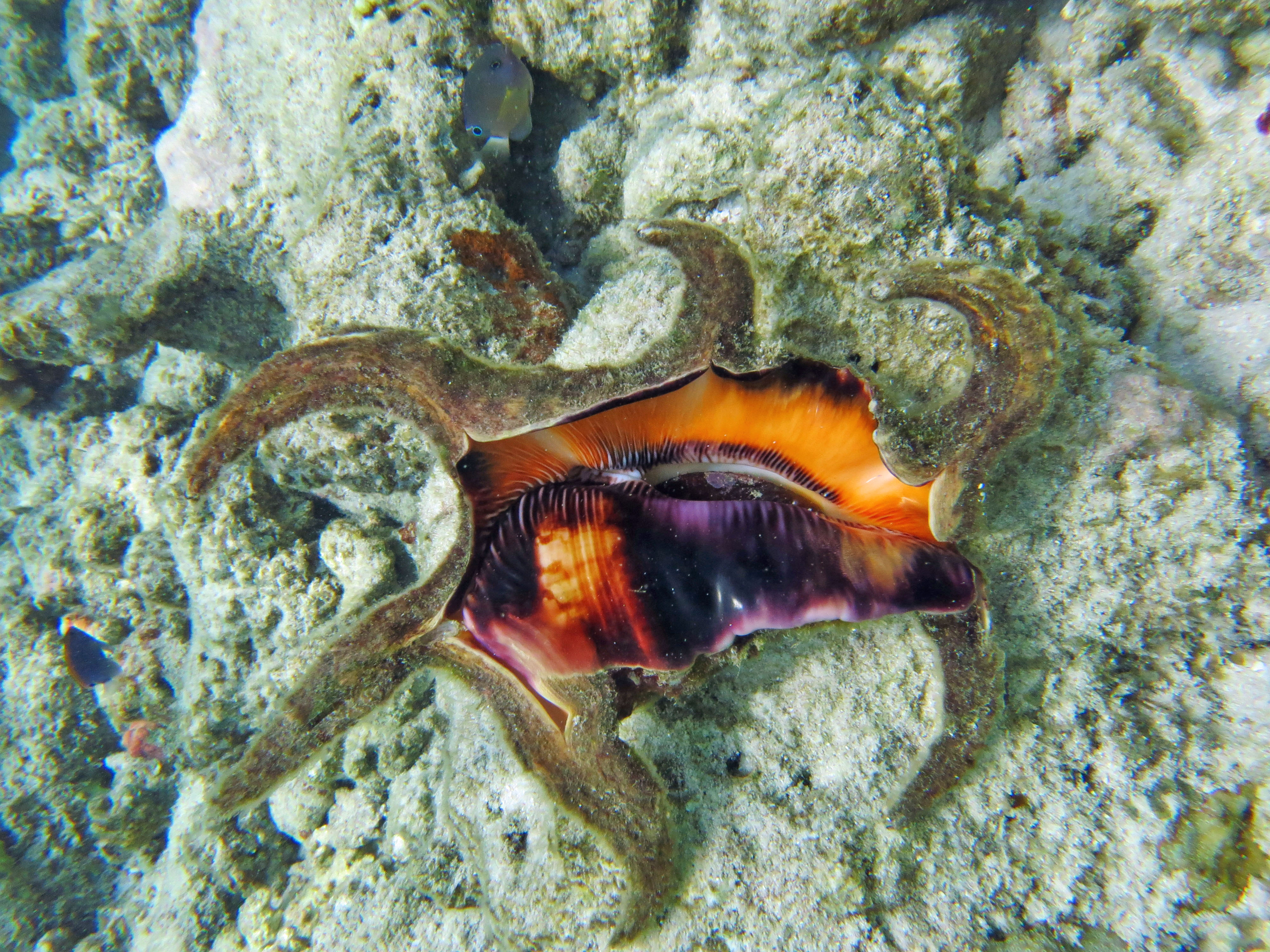
Живой моллюск

Населяет тропический Индо-Тихоокеанский район от островов Альдабра, Чагос и Маврикий до Мозамбика, далее к Шри-Ланке и Бенгальскому заливу до восточной Полинезии. Северная граница ареала подагрического лямбиса достигает Тайваня и южной Японии, на юг ареал простирает вплоть до берегов Новой Каледонии и Австралии.

## Биология
Подагрический лямбис обитает на мелководных участках глубиной до 25 метров. Предпочитает селиться на коралловых рифах, а также на участках с дном из кораллового песка. Является растительноядным видом. Передвигаются скачками, упираясь в грунт крышечкой.

## Систематика
Систематика вида является дискутабельной. Существую различные взгляды на количество подвидов и родовую принадлежность таксона.
Подагрический лямбис преимущественно рассматривается представителем рода Harpago. Ряд же других исследователей относят таксон Harpago в статусе подрода в состав близкородственного рода Lambis.
В настоящее время большинство исследователей выделяют только один подвид подагрического лямбиса - номинативный подвид Harpago chiragra chiragra.
Ранее также выделяли второй подвид — артритический Harpago chiragra arthritica, который является более мелким и населяет воды у Восточной Африки. В настоящее время данный подвид рассматривается в качестве самостоятельного вида Harpago arthriticus (Roeding, 1798).
Помимо этого некоторые исследовали выделяют подвид Harpago chiragra rugosus (G. B. Sowerby II, 1842), описываемый с прибрежных вод Мадагаскара. Другие же малакологи рассматривают данный таксон в ранге самостоятельного вида Harpago rugosus (Sowerby II, 1842).
Известны факты образования природного гибрида подагрического лямбиса с близкородственным видом Lambis lambis.

## Использование человеком
Японцы называют данного моллюска суйдзигай (яп. 水字貝, «раковина в форме иероглифа 水»). В средние века жители Японии вывешивали раковины этого моллюска у входа в дома, в качестве защитного талисмана от пожаров.
Мясо моллюсков съедобно и используется в пищу в ряде регионов.